# ولپریزو (ساسکاچوان)
ولپریزو (به انگلیسی: Valparaiso) یک منطقهٔ مسکونی در کانادا است که در ساسکاچوان واقع شده‌است. ولپریزو ۰٫۶۹ کیلومتر مربع مساحت و ۲۰ نفر جمعیت دارد.